# Cuxhaven BasCats
Cuxhaven BasCats è una società cestistica, parte della polisportiva SV Rot-Weiss Cuxhaven, avente sede a Cuxhaven, in Germania. Fondata nel 2004, gioca nel campionato tedesco.
Disputa le partite interne nella Rundturnhalle Cuxhaven, che ha una capacità di 1.200 spettatori.